# 臺南避病院
臺南避病院為日治時期設於臺南市的的一所醫院，專門治療法定傳染病患者，目前僅存一棟主建物，研判興建於大正時期前後，地址為臺南市中西區民生路二段402號。
2021年2月4日，臺南市古蹟歷史建築審議會將之以「濟生醫院」名稱列為歷史建築。

## 介紹

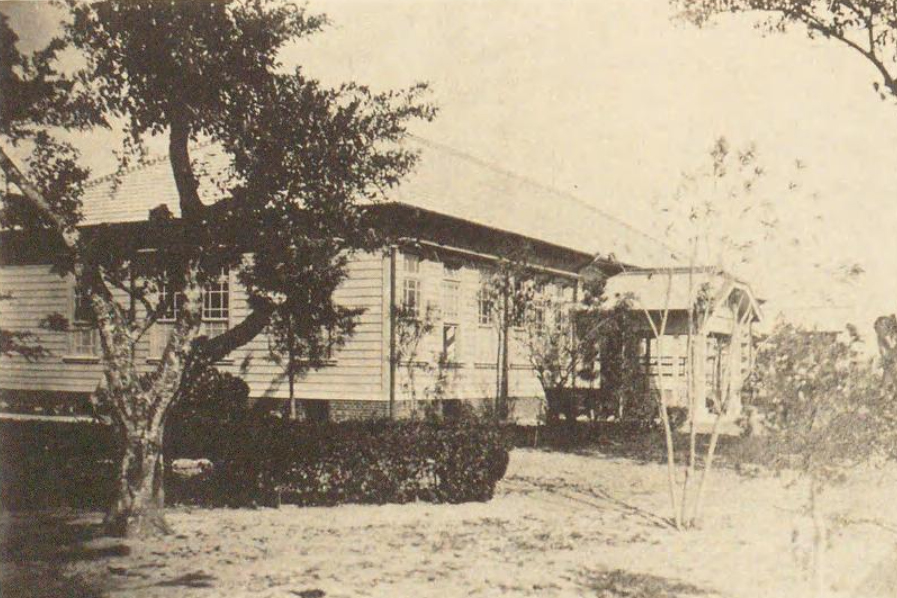
臺南濟生醫院舊照

臺南避病院的設置是為了因應治臺初期的鼠疫流行，最初於明治29年（1896年）通過設置認可的臨時性醫療機構，於明治31年（1898年）開設在臺南效忠里的清代防禦設施永固金城上。原地址為台南市辛1056番地，在臺南市施行町名改正後，地址改為入船町一丁目60、61番地。
1901年2月15日，臺南避病院改稱臺南傳染病院，並成為了常設性的機構。1909年5月15日，臺南傳染病院改稱濟生病院。1912年12月，臺南廳在台南市西門外新建了新廳舍（現在的保安市場），此後傳染病患便分送兩處進行隔離治療。後來因新廳舍所在的新町發展成了新町遊廓，於是便計畫將醫院轉移到位在入船町原址，並將原本的舊醫院拆除改建，在病院後方另設有傳染病室，最大收容人數達60名。約在1924年8月，濟生病院遷入現址，在新町的醫院則改為「臺南婦人病院」。1924年11月，臺南避病院改稱為台南市立濟生醫院。
戰後民國35年（1946年），濟生病院改為臺南衛生院附屬隔離病院，後來成為「814空軍醫院」。民國72年（1983年）醫院搬遷離後，此處作為臺南市警察局交通隊和拖吊場。民國98年（2009年）交通隊遷出後，此處便閒置。民國103年（2014年）於此地興建臨時停車場，拆除部分建築，僅留病院主建物一棟。此地未來預計規劃有臺南捷運綠線設站的為「民生轉運站」。

## 附近
- 臺南運河
- 中國城暨運河星鑽計畫